# آتش‌سهره شکم‌سیاه
آتش‌سهره شکم‌سیاه (نام علمی: Lagonosticta rara) گونه‌ای رایج از سهرگان ریز است که در آفریقا یافت می‌شود. گستره جهانی وقوع آن ۲۳۰۰۰۰۰ کیلومتر مربع برآورد شده است.
در بنین، بورکینافاسو، کامرون، جمهوری آفریقای مرکزی، چاد، جمهوری دموکراتیک کنگو، ساحل عاج، غنا، گینه، کنیا، لیبریا، نیجریه، سنگال، سیرالئون ، سودان جنوبی، توگو و اوگان یافت می‌شود. وضعیت گونه به عنوان کمترین نگرانی ارزیابی می‌شود.